# 唐普勒堡
唐普勒堡（法語：Labastide-du-Temple，法語發音：[labastid dy tɑ̃pl]）是法国奥克西塔尼大区塔恩-加龙省的一个市镇，属于卡斯泰尔萨拉桑区。

## 地理
唐普勒堡（44°5'5"N, 1°11'42"E）面积10.92 平方千米，位于法国奧克西塔尼大區塔恩-加龙省，该省份为法国西南部内陆省份，北起顺时针与洛特省、阿韦龙省、塔恩省、上加龙省、热尔省和洛特-加龙省接壤。
与唐普勒堡接壤的市镇（或旧市镇、城区）包括：莱巴尔特、卡斯泰尔萨拉桑、拉弗朗赛斯、拉维勒迪约-迪唐普勒、利扎克、莫扎克。
唐普勒堡的时区为UTC+01:00、UTC+02:00（夏令时）。

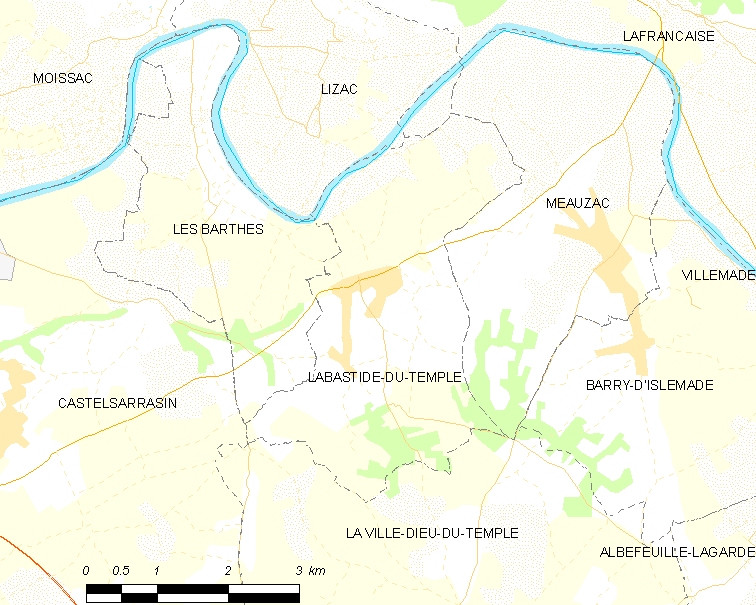
唐普勒堡的OSM定位图

## 行政
唐普勒堡的邮政编码为82100，INSEE市镇编码为82080。

## 政治
唐普勒堡所属的省级选区为卡斯泰尔萨拉桑县。

## 人口

1962-2008年间唐普勒堡人口变化图示

唐普勒堡于2022年1月1日时的人口数量为1137人。